# Francis Stebbins Bartow

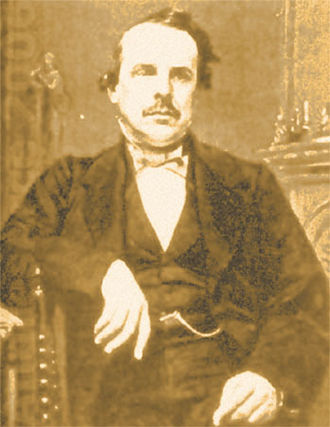
Francis Stebbins Bartow

Francis Stebbins Bartow (* 6. September 1816 in Savannah, Georgia; † 21. Juli 1861 in Manassas, Virginia) war ein US-amerikanischer Jurist, Politiker (Whig Party) und Offizier der Konföderiertenarmee.

## Werdegang
Francis Stebbins Bartow, Sohn von Frances Lloyd Stebbins und Theodosius Bartow, graduierte an der University of Georgia und studierte anschließend Jura an der Yale Law School in New Haven, Connecticut. Danach kehrte er nach Savannah zurück, wo er 1837 nach Erhalt seiner Zulassung als Anwalt zu praktizieren begann. Bartow war ein Befürworter der Sklavenhaltung. 1860 befanden sich 89 Sklaven in seinem Besitz, die Mehrheit von ihnen lebte und arbeitete auf seiner Plantage am Savannah River in Chatham County.
Bartow heiratete 1844 Louisa Berrien, die Tochter seines Mentors John MacPherson Berrien, eines ehemaligen US-Senators und United States Attorney General.
Während der 1840er Jahre diente Bartow zwei Amtszeiten im Repräsentantenhaus von Georgia und in den 1850er Jahren eine Amtszeit im Senat von Georgia. 1856 wurde er zum Captain der Savannah’s Oglethorpe Light Infantry (Miliz) ernannt. Im folgenden Jahr kandidierte er erfolglos für einen Sitz im US-Repräsentantenhaus für den ersten Wahlbezirk von Georgia. Bartow nahm dann 1861 als Delegierter am Sezessionskonvent von Georgia teil und saß im selben Jahr als Deputierter im Provisorischen Konföderiertenkongress.
Nach Ausbruch des Bürgerkrieges entschied sich Bartow, für die eben gegründeten Konföderierten Staaten zu kämpfen. Daraufhin machte er sich mit den Oglethorpes nach Virginia auf, wo er später zum Colonel im achten Infanterieregiment von Georgia ernannt wurde. Bis Juli 1861 hatte er das Kommando über eine Brigade, welche er bei einem Gefecht bei der Ersten Schlacht bei Manassas anführte. Am 21. Juli erlag er seiner Verwundung, die er sich bei einem Angriff auf eine Unionsbatterie am Henry Hous Hill zuzog. Sein Leichnam wurde dann zurück nach Savannah überführt, wo er auf dem Laurel Grove Cemetery beigesetzt wurde.